# Mychonia infuscata
Mychonia infuscata là một loài bướm đêm trong họ Geometridae.